# Sibyl de Neufmarché
Sibyl de Neufmarché, född 1100, död 1143, var en engelsk pär. Hon var en storarvtagare av landarealer i Welsh Marches efter båda sina föräldrar, vilket gjorde att hennes äktenskap 1121 arrangerades av Henrik I av England av politiska skäl, för att konsolidera Englands strategiska maktställning i Wales.